# دورت‌یول (بسنی)
دورت‌یول (به ترکی استانبولی: Dörtyol) یک منطقهٔ مسکونی در ترکیه است که در بسنی واقع شده‌است.